# Gelijkstroom

Het symbool voor gelijkspanning

Gelijkstroom, symbool ⎓, vaak kort aangeduid als DC (Engels: direct current), is een elektrische stroom met constante stroomrichting. Gelijkstroom is essentieel voor de werking van vrijwel alle elektronica. Gelijkstroom wordt geleverd door een gelijkspanningsbron. Het kenmerk van deze bron is dat de twee polen waartussen de gelijkstroom vloeit een vaste polariteit hebben. Gelijkstroom vloeit per definitie van de positieve (+) naar de negatieve pool (−). De elektronen vloeien overigens in de tegengestelde richting. De grootte van de stroom (de stroomsterkte) is afhankelijk van de belasting die er op wordt aangesloten en wordt uitgedrukt in ampère. Deze kan worden berekend met de Wet van Ohm. Doorgaans is de waarde van gelijkspanning van veel gelijkspanningsbronnen (binnen zekere grenzen) constant, en in lichte mate afhankelijk van de stroom die er loopt. Netvoedingen, batterijen, brandstofcellen en loodaccu's zijn voorbeelden van zulke spanningsbronnen die gelijkstroom leveren. Een zonnepaneel levert een gelijkstroom die sterk kan variëren. De maximale stroom die een bron kan leveren wordt hoofdzakelijk bepaald door de inwendige weerstand.  Een stroombron levert een constante gelijkstroom. Met een gelijkrichter kan wisselstroom omgezet worden naar gelijkstroom.

## De strijd om de stromen
Bij de distributie van elektriciteit is de keuze tussen gelijk- en wisselstroom van groot belang. Edison was in de 19e eeuw een groot voorstander van gelijkstroomdistributie. In die tijd bestond de vermogenselektronica nog niet en was het dus niet mogelijk om een hoge spanning naar een lagere spanning om te zetten als het ging over gelijkstroom. Als men voor gelijkstroom zou kiezen moest men dus vanaf de centrale een spanning op het net zetten gelijk aan gebruikersspanning. Het nadeel hiervan is dat geen grote afstanden kunnen worden overbrugd zonder grote verliezen.
Wisselstroom, aan de andere kant, kan door het toepassen van een transformator wel naar verschillende spanningswaardes worden gebracht en zonder grote verliezen over zeer grote afstanden worden vervoerd. Hier treden minder verliezen op omdat de stroom op een veel hogere spanning wordt vervoerd, en bij de eindgebruiker terug tot een lagere spanning wordt omgezet met de transformator. Westinghouse en Tesla waren de drijvende krachten achter het wisselstroomsysteem. De strijd die zich heeft afgespeeld noemt men wel de strijd om de stromen (The Battle of the Currents), en uiteindelijk is wisselstroom de basis geworden van de elektriciteitsdistributie voor huishoudens en industrie.
Met de komst van vermogenselektronica is gelijkstroom onder hoge spanning (HVDC) echter weer in opkomst voor vermogenstransport over extreem lange afstanden. Wisselstroom heeft namelijk het nadeel dat er behalve door de weerstand van de kabel ook andere verliezen optreden, zoals de capaciteit tussen de twee lijnen en het skineffect. Op kleinere afstanden zijn deze verwaarloosbaar t.o.v. de weerstandsverliezen, over meerdere honderden kilometers spelen ze wel een rol van belang. Hierdoor heeft gelijkstroom voor projecten als de NorNed-kabel de voorkeur.

## Gelijkrichten met behulp van diodes

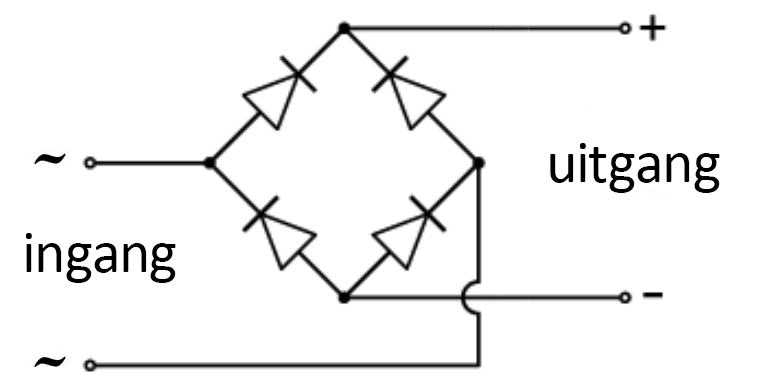
bruggelijkrichter

Doordat krachtcentrales wisselspanning (AC - Engels: alternating current) genereren, moet voor veel apparaten die op gelijkspanning (DC) werken, de spanning gelijkgericht worden. De spanning wordt eerst gereduceerd door middel van een transformator waarna hij door middel van een diode gelijkgericht wordt. Een diode laat slechts één stroomrichting door, de andere richting niet. De plaatsing van de diode bepaalt of de positieve of negatieve stroom wordt doorgelaten. Stel de wisselfrequentie is 50 Hz (de stroom wisselt 100 keer per seconde van richting); per seconde wordt dan 50 keer een stroom in één richting doorgegeven, de helft van de tijd wordt de stroom geblokkeerd. Met een diodebrug kunnen beide stroomrichtingen omgezet worden. De hieruit ontstane gelijkstroom is niet vlak, maar heeft de vorm van een sinus waarvan één gedeelte is gespiegeld (omgeklapt naar de andere kant). Een pulserende gelijkstroom is het resultaat. Met behulp van buffercondensatoren wordt dit signaal afgevlakt.
Vergelijk de werking van de diode hierbij met een ventiel dat slechts in een richting lucht doorlaat. Op deze manier wordt de lucht die afwisselend heen en weer wil gaan in één richting tegengehouden. Met vier diodes kan ervoor gezorgd worden dat de afwisselende stroom nog slechts een richting op kan. 
Met diodes is het overigens niet mogelijk om van een gelijkstroom (zonnecel) weer een wisselstroom te maken. Dit is met elektronische componenten wel mogelijk, maar dit is niet eenvoudig te realiseren.
Verder dient opgemerkt te worden dat een diode enig verlies introduceert. Een (klein) deel van de aangeboden wisselspanning zal worden omgezet in warmte.

## Eenheden
Stroomsterkte, gelijk- of wisselstroom, wordt uitgedrukt in ampère (A). Met decimale voorvoegsels kunnen grotere of kleinere eenheden worden aangeduid:
| femtoampère | picoampère | nanoampère | microampère | milliampère | ampère | kiloampère |
| ----------- | ---------- | ---------- | ----------- | ----------- | ------ | ---------- |
| fA          | pA         | nA         | µA          | mA          | A      | kA         |
| 10−15 A     | 10−12 A    | 10−9 A     | 10−6 A      | 10−3 A      | 100 A  | 103 A      |